# Liste von Persönlichkeiten der Stadt Osterode am Harz
Die Liste von Persönlichkeiten der Stadt Osterode am Harz enthält Personen, die in der Geschichte der niedersächsischen Stadt Osterode am Harz eine nachhaltige Rolle gespielt haben. Es handelt sich dabei um Persönlichkeiten, die hier geboren oder gestorben sind oder hier gewirkt haben.
Für die Persönlichkeiten aus den nach Osterode am Harz eingemeindeten Ortschaften siehe auch die entsprechenden Ortsartikel.

## Söhne und Töchter der Stadt
- Ernst III. (IV.) von Braunschweig-Grubenhagen-Herzberg (1518–1567), Herzog von Braunschweig-Grubenhagen aus dem Adelsgeschlecht der Welfen
- Andreas Cludius (1555–1624), Rechtswissenschaftler
- Lorenz Gieseler († 1684), Arzt, Verfasser medizinischer Schriften sowie Stadtphysicus in Braunschweig von 1657 bis zu seinem Tode
- Johann Friedrich Crauel (1629–1703), Jurist, Hofgerichts-Assessor und Syndikus sowie Bürgermeister der Stadt Einbeck.
- Christian Friedrich Knorr (1646–1704), lutherischer Theologe, Konsistorialrat und Generalsuperintendent der Generaldiözese Grubenhagen und auf dem Harz
- Theophilus Andreas Hagemann (1661–1742), Theologe
- Martin Friedrich von Hattorf (1681–1740), Oberfaktor, Hütteninspektor und Oberamtmann
- Christian Philipp Spangenberg (1689–1778), Münzbeamter
- Johann Christian Claproth (1715–1748), Rechtswissenschaftler und Hochschullehrer
- Rudolf Adam Abich (1738–1809), Bergrat
- Johann Friedrich Mithoff (1747–1795), lutherischer Theologe, Hofprediger und Generalsuperintendent der Generaldiözese Grubenhagen und auf dem Harz
- Johann Friedrich Kleuker (1749–1827), evangelischer Pfarrer und Professor der Theologie
- August Christian Borheck (1751–1815), Philologe, Historiker und Hochschullehrer
- Heinrich Rudolph Brinkmann (1789–1878), deutscher Rechtswissenschaftler und Hochschullehrer
- Eduard August Emil Mühlenpfordt (1801–1857), Architekt, Bauzeichner und Maschineninspektor
- Johann Georg Wilhelm Schachtrupp (1801–1864), Bleiweißfabrikant
- Ernst Ludwig Große (1802–1871), Dichter und Rechtswissenschaftler
- Gustav Schilling (1805–1880), Musikschriftsteller und Lexikograph, geboren in Schwiegershausen
- Hermann König (1814–1902), Jurist, Schatzrat d.D. und Politiker (Reichstagsabgeordneter)
- Louise Fröbel (1815–1900), Kindergärtnerin
- Wilhelm Schöttler (1823–1895), Unternehmer und Maschinenbauer, Gutsbesitzer und Kommerzienrat sowie Politiker
- Fritz Jorns (1837–1910), geboren im heutigen Stadtteil Katzenstein, Reichstagsabgeordneter (1893–1907), Eigentümer des Osteroder Kupferhammers
- Hermann Fischer (1840–1915), geboren in Rödermühle, Maschinenbauingenieur
- Wilhelm Wolkenhauer (1845–1922), Pädagoge und Geograph
- Johann von Zwehl (1851–1926), preußischer General, Gouverneur von Antwerpen
- Paul Homeyer (1853–1908), Organist
- Carl Oberg (1853–1923), Professor der Medizin
- Richard Hesse (1861–?), Generalmajor
- Friedrich Rinne (1863–1933), Mineraloge, Kristallograph und Petrograph
- Ludwig Plaß (1864–1946), Militärmusiker
- Edgar Hennecke (1865–1951), Theologe
- Arthur Bollert (1870–1951), Landrat und stellvertretender Regierungspräsident
- Franziska von Oldershausen (1878–1934), geboren in Förste, Kommunalpolitikerin sowie Schulbuch- und Kinderbuch-Autorin
- Gustav Wolf (1887–1963), Architekt, Baubeamter und Hochschullehrer
- Otto Wernicke (1893–1965), Schauspieler
- Bernhard Langenbeck (1895–1964), Mediziner
- Hildegarde Haslinger (1898–1976), Ärztin, blieb bis 1948 in Königsberg/Kaliningrad
- Robert Stoffert (1898–1965), Unternehmer und Gartenbau-Inspektor
- Herbert Sührig (1900–1959), Politiker (SPD) und Mitglied des Ernannten Hannoverschen Landtages.
- Hajo Ortil (1905–1983), Pädagoge, Fotograf und Autor
- Richard Schülbe (1909–1989), geboren im heutigen Stadtteil Freiheit, Politiker und Bergmann
- Alwin Boerst (1910–1944), „Stuka“-Pilot der deutschen Luftwaffe im Zweiten Weltkrieg und Träger des Ritterkreuzes des Eisernen Kreuzes
- Ernst Preising (1911–2007), Professor der Botanik und Naturschützer
- Heinz Grabowski (1920–1945), Lagerführer im KZ-Außenlager Rottleberode
- Rolf Schröder (1928–2013), Kardiologe
- Gunther von Minnigerode (1929–1998), Physiker
- Jochen Ulrich (1944–2012), Choreograph und Tänzer
- Renate Krößner (1945–2020), Schauspielerin
- Volker Scherliess (1945–2022), Musikwissenschaftler
- Frank Seeringer (* 1946), Politiker (CDU), Mitglied des Niedersächsischen Landtages
- Friedmar Apel (1948–2018), Literaturwissenschaftler
- Peter Brandt (* 1948), Theologe und Evangelischer Militärgeneraldekan
- Rudolf Götz (* 1949), Politiker (CDU), Mitglied im Niedersächsischen Landtag
- Angelika Anders-von Ahlften (1949–2008), Biophysikerin
- Rolf Töpperwien (* 1950), Sportreporter
- Michael Mollenhauer (* 1951), Konteradmiral der deutschen Marine
- Christian Schwarzenholz (* 1951), Politiker (Bündnis 90/Die Grünen, später PDS), Abgeordneter im Landtag von Niedersachsen
- Roland Hemeling (* 1953), Flottillenadmiral der deutschen Marine
- Matthias Kroß (1953–2018), Philosoph
- Ingrid Neumann-Holzschuh (* 1953), Romanistin und Hochschullehrerin
- Peter Pauls (* 1953), Journalist
- Roland Lange (* 1954), Schriftsteller
- Michael Schmelich (* 1954), Politiker (Bündnis 90/Die Grünen) und Kulturimpresario
- Jürgen Böhme (* 1955), Kirchenmusiker und Dirigent
- Uwe Mackensen (1955–2019), Fußballspieler und Sportjournalist
- Ulrich Schreiber (* 1956), Geologe, Professor und Schriftsteller
- Frank Klose (1958–2015), Reise- bzw. Motorrad-Journalist und Sachbuchautor
- Stefan Brüdermann (* 1959), Historiker und Archivar
- Jürgen Heidrich (* 1959), Musikwissenschaftler an der Universität Münster
- Matthias Reich (* 1959), Verfahrenstechniker und Professor an der TU Bergakademie Freiberg
- Rainer Winkelvoss (* 1959), Schauspieler
- Petra Emmerich-Kopatsch (* 1960), Politikerin (SPD), Mitglied und Vizepräsidentin des Niedersächsischen Landtages
- Frank Lüttig (* 1960), Generalstaatsanwalt
- Joachim Lenders (* 1961), Politiker (CDU), Abgeordneter der Hamburgischen Bürgerschaft
- Markus Kalesse (* 1961), Chemiker
- Thorsten Klapproth (* 1961), Manager und Unternehmensberater
- Philipp Vandré (* 1963), Pianist, Komponist und Musikpädagoge
- Andreas Gaw (* 1963), Autor
- Martin Ruppel (* 1966), Steuermann im Rudern
- Heiner Kausch (* 1966), Politiker (CDU)
- Jan-Heie Erchinger (* 1967), Pianist, Keyboarder und Produzent
- Marco Bode (* 1969), Fußballnationalspieler
- Miriam Meyer (* 1974), Opernsängerin
- Viktor Schoner (* 1974), Intendant
- Alexander Saade (* 1976), Politiker (SPD), Mitglied des Niedersächsischen Landtages
- Patrick Vollrath (* 1985), Drehbuchautor und Filmregisseur
- Stefan Leunig (* 1986), Mittel- und Langstreckenläufer
- Nico Lauenstein (* 1986), Fußballspieler
- Niklas Nik Kahl (* 1988), Rock- und Metal-Schlagzeuger
- Maximilian Baden (* 1989), Karateka
- Süleyman Çelikyurt (* 1989), Fußballspieler
- Björn Dreyer (* 1989), Fußballspieler

## Persönlichkeiten, die mit dem Ort in Verbindung stehen
- Tilman Riemenschneider (1460–1531), Bildhauer und Bildschnitzer, verbrachte hier einen Teil seiner Kindheit und Jugend
- Hans von Eisdorf († 1628), Schnapphahn, drangsalierte Osterode
- Andreas Gröber (1600/1610–1662), Bildschnitzer, lebte und arbeitete seit ca. 1630 in Osterode
- Bodo von Hodenberg (1604–1650), Verwaltungsbeamter und Dichter, starb in Osterode
- Heinrich Wendt (1605–1683), Bürgermeister von 1647 bis 1683
- Martin Chilian Stisser (1635–1707), lutherischer Theologe und Generalsuperintendent der Generaldiözese Grubenhagen und auf dem Harz, starb in Osterode
- Christian Ludwig Henneberg (1637–1675), lutherischer Theologe und Generalsuperintendent von Grubenhagen und auf dem Harz, starb in Osterode
- Gottfried Wilhelm Leibniz (1646–1716) der Universalgelehrte war dreizehnmal in Osterode, zum Teil für mehrere Wochen. Eine Eisenhütte in Osterode (heute Gelände der Firma Piller) diente Leibnitz als Lieferant für Eisenteile, die er für ein neuartiges Getriebe benötigte. Von einem Leineweber aus der Marienvorstadt bezog er Leinwand für die Flügel seiner neuen Windmühle.
- Erich Melchior Lunde (1672–1726), lutherischer Theologe und Generalsuperintendent der Generaldiözese Grubenhagen und auf dem Harz, starb in Osterode
- Friedrich August Wolf (1759–1824), Rektor der Stadtschule 1782 bis 1783
- Karl Christian Daniel Baurschmidt (1762–1837), Superintendent und Schlossprediger in der Schlosskirche St. Jacobi
- Georg Friedrich König (1781–1848), Rechtsanwalt und politischer Schriftsteller des Vormärz
- Bernhard Baurschmidt (1839–1906), Reichstagsabgeordneter, Oberpräsident in Breslau, Bürgermeister von 1869 bis 1883
- Hermann Beims (1863–1931), Politiker (SPD), Reichstagsabgeordneter, Oberbürgermeister in Magdeburg von 1919 bis 1931, betrieb zwischen 1899 und 1902 in Osterode ein Gartenrestaurant und war Gemeindeverordneter
- Fritz Kochendörfer (1871–1942), Bildhauer und Unternehmer
- Richard Gronau (1886–1964), Maler
- Erich Straube (1887–1971), Offizier, zuletzt General der Infanterie im Zweiten Weltkrieg, starb in Osterode
- Adolf Kahlen (1892–1959), Politiker (FDP), starb in Osterode
- Adolf Krome (1900–1979), Fabrikant und Kaufmann, Politiker (CDU), Bürgermeister, MdL
- Hanna Stephan (1902–1980), Schriftstellerin
- Heinrich Abel (1908–1965), Gewerbelehrer
- Heinz Radloff (1921–1998), Politiker (SPD) und Mitglied des Niedersächsischen Landtages, starb in Osterode
- Gottfried Schüler (1923–1999), Künstler, lebte in Osterode
- Rainer Glatz (* 1951),  Generalleutnant a. D. des Heeres der Bundeswehr
- Horst-Werner Nilges (* 1953/1954), Frührentner, bekannt als „Knöllchen-Horst“
- Walter Spindler (* 1954),  Generalmajor a. D. des Heeres der Bundeswehr
- Ralf Nielbock (* 1954), Geologe und Betriebsleiter der Einhornhöhle bei Scharzfeld
- Sabine Töpperwien (* 1960), Sportreporterin
- Holger Hanselka (* 1961), Präsident der Fraunhofer-Gesellschaft